# Holdorf (Dolna Saksonia)
Holdorf – gmina samodzielna (niem. Einheitsgemeinde) w Niemczech, w kraju związkowym Dolna Saksonia, w powiecie Vechta.